# Music monster
Music Monster（ミュージックモンスター）は、 GNTが運営するスマートフォン・パソコン向けの無料のソーシャル音楽プレイヤーアプリケーション。スマートフォンではAndroid・iOS端末向けに提供されている。ユーザーはインターネットにより楽曲のデータベースにアクセスし、ストリーミング再生することができる。Facebookと連携することで、Facebook上の友人と楽曲やプレイリストを共有することができる。